# スプリング!
『スプリング!』は、2025年3月21日にテレビ朝日系列で放送されたテレビドラマ。主演は地上波テレビドラマ初主演となる井上和。
第23回テレビ朝日新人シナリオ大賞受賞作品。

## キャスト
逢坂碧（おうさか あおい）〈18〉
演 - 井上和（乃木坂46）
高校3年生。優等生で書道部部長。国立大学の前期入試に落ちてしまう。
村瀬佑（むらせ たすく）〈18〉
演 - 藤岡真威人
碧の同級生でクラスの人気者。バスケ部所属。碧と同じ国立大学を受験。
早瀬りん（はやせ りん）〈17〉
演 - 松本麗世
高校2年生。バスケ部のマネジャー。
村瀬俊樹（むらせ としき）〈38〉
演 - 芝大輔（モグライダー）
佑の父。
佐山岳（さやま がく）〈40〉
演 - 駿河太郎
バスケ部顧問で国語教師。碧と佑の小論文試験対策に付き合う。

## スタッフ
- 脚本 - 松下沙彩[4]
- ゼネラルプロデューサー - 服部宣之（テレビ朝日）[4]
- プロデューサー - 髙橋宜嗣（テレビ朝日）、髙木萌実（テレビ朝日）、山川秀樹（テレビ朝日）、下山潤（ノックアウト）[4]
- 演出 - 籔下雷太[4]
- 制作著作 - テレビ朝日[4]
- 制作協力 - ノックアウト[4]

## 放送局
| 放送期間      | 放送時間            | 放送局         | 対象地域   | 備考 |
| ------------- | ------------------- | -------------- | ---------- | ---- |
| 2025年3月21日 | 金曜 23:15 - 翌0:15 | テレビ朝日     | 関東広域圏 |      |
|               |                     | 岩手朝日テレビ | 岩手県     |      |
| 2025年3月28日 |                     | 北陸朝日放送   | 石川県     |      |